# Sebastian (Debeljković)
Sebastian, nazwisko świeckie Debeljković (ur. 1869 w Lipljanie, zm. 23 stycznia 1905 w Konstantynopolu) – serbski biskup prawosławny.

## Życiorys
Ukończył seminarium duchowne Świętych Cyryla i Metodego w Prizrenie, a następnie szkołę nauczycielską w Belgradzie. 30 listopada 1894 złożył wieczyste śluby mnisze, pięć dni później został wyświęcony na hierodiakona, po czym wyjechał na wyższe studia teologiczne w szkole Patriarchatu Konstantynopolitańskiego na Chalki; ukończył je w 1901.
Chociaż nie przyjął dotąd święceń kapłańskich, w 1904 został nominowany na metropolitę skopskiego w jurysdykcji Patriarchatu Konstantynopolitańskiego. Na hieromnicha wyświęcono go 17 stycznia tego samego roku, następnego dnia w Konstantynopolu odbyła się chirotonia biskupia. Hierarcha pozostał w Konstantynopolu, oczekując na wydanie przez sułtana firmanu potwierdzającego jego prawa do zarządzania eparchią, nigdy jednak go nie otrzymał. Zmarł rok po chirotonii na gruźlicę. Pochowano go w cerkwi Chrystusa Zbawiciela w Skopje.